# ホントの君 ウソの君
『ホントの君 ウソの君』（ほんとのきみ・うそのきみ）は木根尚登が1995年3月8日にリリースした4枚目のシングル。

## 概要
TMN終了後初シングル。映画「ユンカース・カム・ヒア」テーマ・ソング。シングルで初めてカラオケ・バージョンが収録。3枚目のアルバム「liquid sun」にはアルバムヴァージョンで収録。C/W「Bye Bye Bye」は、アルバム未収録で本シングルのみ収録。木根が司会を務めたNHK教育「日曜ソリトン・夢ときどき晴れ!」エンディング・テーマ。

## 収録曲
作詞：小室みつ子　作曲：木根尚登　編曲：嶋田陽一
1. ホントの君 ウソの君
2. Bye Bye Bye
3. ホントの君 ウソの君（オリジナル・カラオケ）